# Eberhard Lindner
Eberhard Lindner (* 20. Juni 1930) ist ein ehemaliger deutscher Fußballspieler, der von 1956 bis 1960 für Motor Zwickau in der DDR-Oberliga, der höchsten Liga im DDR-Fußball, aktiv war.

## Sportliche Laufbahn
Der 26-jährige Eberhard Lindner rückte in der zweiten Hälfte der Saison 1956 (Kalenderjahr-Spielzeit) für den zuvor ausgeschiedenen Mittelfeldspieler Rolf Schmidt in den Oberligakader der Betriebssportgemeinschaft (BSG) Motor Zwickau nach. Bereits bei seinem ersten Einsatz wurde er von der fuwo hoch gelobt. Lindner bestritt alle 13 Rückrundenspiele in der Oberliga, wobei er die Position seines Vorgängers als rechter Läufer übernahm. Am drittletzten Spieltag erzielte er sein erstes Oberligator. In der Saison 1957 wurde Lindner von Trainer Hans Höfer in den Angriff beordert, wo er am zweiten und dritten Spieltag jeweils ein Tor erzielte. Nachdem Lindner neun Oberligaspiele in der Hinrunde absolviert hatte, schied er für diese Saison aus dem Oberligakader aus. Zu Beginn der Saison 1958 ließ Trainer Höfer Lindner in einem Testspiel im rechten Mittelfeld spielen, nahm ihn aber nach 45 Minuten aus der Mannschaft. Er wurde von der BSG auch nicht als Stammspieler angekündigt und kam während der Saison nur in fünf Oberligaspielen zum Einsatz. Lediglich dreimal bestritt er die voll Spieldauer. Auch der neue Trainer Karl Dittes sah Eberhard Lindner 1959 nicht als Stammspieler. Zwar gab Dittes Lindner in mehreren Vorbereitungsspielen auf dessen Stammposition eine Chance und versuchte es über die gesamte Saison immer wieder mit ihm. Schließlich kam Lindner bis zum Saisonende auf 14 Oberligaeinsätze, aber er stand nur achtmal in der Startelf und bestritt nur sechs Begegnungen über 90 Minuten. Nachdem Lindner 1960 für Motor nur zwei Oberligaspiele bestritten hatte, beendete er 30-jährig seine Laufbahn als Leistungsfußballer.
Zur Saison 1961/62 (Rückkehr zum Sommer-Frühjahr-Spielrhythmus) schloss er sich der viertklassigen Bezirksligamannschaft von Motor Süd Zwickau an. Mit ihr stieg er 1962 in die Bezirksklasse ab, aus der sowohl Motor Süd wie auch Eberhard Lindner nicht wieder in höhere Ligen zurückkehrte.